# Ghilli
Pour plus de détails, voir Fiche technique et Distribution.
Ghilli (en tamoul கில்லி) est un film indien en tamoul réalisé par Dharani, sorti le 17 avril 2004.
Les interprètes en sont Vijay, Trisha Krishnan, Prakash Raj, Ashish Vidyarthi, et Dhamu. La musique est composée par Vidyasagar avec notamment la chanson Appadi Podu qui a été un tube énorme.
C'est l'un des plus gros succès de la carrière de l'acteur Vijay, et le plus gros succès commercial du Sud de l'Inde en 2004. Il a été diffusé dans la plupart des autres États indiens, toujours avec succès.
Il s'agit d'un remake fidèle du film télougou à succès Okkadu, avec Mahesh Babu dans le rôle-titre.

## Synopsis
Velu, un jeune joueur de kabaddi talentueux, se rend à Madurai pour un match régional et se retrouve par hasard à sauver Dhanalakshmi, une jeune femme poursuivie par Muthupandi, un homme puissant et dangereux qui veut l'épouser de force. En la ramenant chez lui à Chennai, il s'attire sur les foudres de Muthupandi, qui est déterminé à retrouver Dhanalakshmi. Velu devait jongler entre sa passion pour le sport et la lutte pour protéger Dhanalakshmi.

## Fiche technique
Sauf indication contraire, les informations mentionnées dans cette section peuvent être confirmées par les bases de données cinématographiques IMDb et Allociné,  présentes dans la section « Liens externes ».
- Titre original : Ghilli
- Réalisation : Dharani
- Scénario : Dharani, Bharathan (dialogue), Gunasekhar (histoire)
- Musique : Vidyasagar
- Décors :
- Costumes :
- Photographie : S.Gopinath
- Son :
- Montage : V.T. Vijayan
- Production : A.M. Rathnam
- Sociétés de production : Sri Surya Movies
- Sociétés de distribution : Ayngaran International
- Pays de production :  Inde
- Langue originale : tamoul
- Format : couleur
- Genre : Thriller d'action sportif
- Durée : 158 minutes
- Dates de sortie : 17 avril 2004

## Distribution
- Vijay en tant que Saravanavel aka "Velu" / Ghilli, capitaine de l'équipe Ghilli
- Trisha Krishnan en tant que S. Dhanalakshmi
- Prakash Raj en tant que Muthupandi
- Ashish Vidyarthi en tant que DCP Sivasubramaniam IPS, père de Velu
- Tanikella Bharani en tant que Ministre Rajapandi
- Janaki Sabesh en tant que Janaki, la mère de Velu
- Jennifer en tant que Bhuvana "Bhuvi", la sœur de Velu
- Nagendra Prasad en tant que Prasad, coéquipier et ami de Velu
- Dhamu en tant qu’Otteri Nari, coéquipier et ami de Velu
- Maran en tant que coéquipier et ami de Velu
- Aadukalam Murugadoss en tant que Aadhivasi, coéquipier et ami de Velu
- Chaplin Balu en tant que coéquipier et ami de Velu
- Mayilsamy en tant que Narayana
- Ponnambalam en tant qu’inspecteur Arivazhagan
- Pandu en tant qu’inspecteur de police
- Vinod Raj en tant que le père de Dhanalakshmi
- T. K. Kala en tant que la mère de Muthupandi
- Brahmanandam en tant que Ramakrishna, un prêtre
- Nandha Saravanan en tant que Raju, capitaine de l’équipe Tigre
- Karate Raja en tant que le bras-droit de Muthupandi
- Saai Sundar en tant que Raghu, le deuxième frère de Dhanalakshmi
- Priyanka en tant que commerçant
- Pondy Ravi en tant qu’officier de police
- Suruli Manohar en tant que secrétaire du ministre Rajapandi
- Veemal en tant que coéquipier et ami de Velu